# Campionato italiano di Formula 3 2000
Il Campionato italiano di Formula 3 2000 fu il trentaseiesimo della serie. Fu vinto da Davide Uboldi della scuderia Uboldi Motorsport su Dallara F399-Fiat